# خانباغي (بابارشاني)
خانباغي (بالفارسية: خانباغی) هي قرية تقع في إيران في قسم بابارشاني الريفي. يقدر عدد سكانها بـ 217 نسمة .